# 波耶納里鄉
46°53′N 27°7′E / 46.883°N 27.117°E
波耶納里鄉（羅馬尼亞語：Comuna Poienari, Neamț），是羅馬尼亞的鄉份，位於該國東北部，由尼亞姆茨縣負責管轄，面積36平方公里，海拔高度244米，2007年人口1,667，人口密度每平方公里46人。